# Moritzberg (Röthenbach an der Pegnitz)
Moritzberg ist ein Gemeindeteil der Stadt Röthenbach an der Pegnitz im Landkreis Nürnberger Land (Mittelfranken, Bayern). Moritzberg liegt in der Gemarkung Haimendorf.

## Geografie
Die Einöde ist benannt nach dem gleichnamigen Moritzberg, auf dessen Gipfelplateau sich der Ort befindet. Ein Anliegerweg führt nach Weihersberg (1,3 km südöstlich). Zahlreiche historische Schürfgruben sind als Geotop 574G004 gelistet.

## Geschichte
Mit dem Gemeindeedikt (frühes 19. Jahrhundert) wurde Moritzberg dem Steuerdistrikt Diepersdorf und der Ruralgemeinde Haimendorf zugeordnet. Im Zuge der Gebietsreform in Bayern wurde Moritzberg am 1. Juli 1972 nach Röthenbach eingemeindet.
Der Gemeindeteil besteht aus einem Privathaus (Moritzberg 4), einer Gastwirtschaft, einer Kapelle und einem Aussichtsturm. Nachdem dieser im Jahr 1910 bei der Grundsteinlegung als „Bismarckturm“ bezeichnet worden war, wurde er im Juli 1918 in „Hindenburgturm“ umbenannt. Heute wird der Turm als Moritzbergturm bezeichnet.
Das heutige Privathaus war eine Relaisstation des amerikanischen Militärradiosenders AFN (American Forces Network) und des Bayerischen Rundfunks und Teil einer im Oktober 1952 in Betrieb genommenen UKW-Sendeanlage zur Versorgung des Großraums Nürnberg mit Radio- und Fernsehsignalen. Für die Abstrahlung der 3 Kilowatt starken Sendeleistung war neben diesem Gebäude ein 30 Meter hoher Gittermast errichtet worden. Kaum zwei Jahre nach der Inbetriebnahme des Senders wurde dessen Betrieb jedoch wieder eingestellt, weil die unmittelbar nördlich des Moritzberges liegende Einflugschneise des Nürnberger Flughafens eine erforderlich gewordene Erhöhung der Sendeleistung nicht mehr zuließ. Der Gittermast wurde demontiert und die Aufgabe der Moritzberger Sendeanlage vom Sender Dillberg übernommen.

## Baudenkmäler
- Sankt-Mauritius-Kapelle